# Speed of Darkness
Albums de Flogging Molly
Live at the Greek Theatre
(2010) Life is Good
(2017)
Speed of Darkness est le sixième album studio du groupe de folk-punk américano-irlandais Flogging Molly, sorti le 31 mai 2011. Il a été enregistré à Echo Mountain, une ancienne église d'Asheville reconvertie en studio d'enregistrement.

## Titres
1. Speed of Darkness (4:08)
2. Revolution (3:13)
3. The Heart of the Sea (3:43)
4. Don't Shut'Em Down (3:40)
5. The Power's Out (4:39)
6. So Sail On (2:47)
7. Saints & Sinners (3:31)
8. This Present State of Grace (2:48)
9. The Cradle of Humankind (5:11)
10. Oliver Boy (All of Our Boys) (4:07)
11. A Prayer for Me In Silence (1:54)
12. Rise Up (3:34)